# Cheiloneurus compressicornis
Cheiloneurus compressicornis is een vliesvleugelig insect uit de familie Encyrtidae. De wetenschappelijke naam is voor het eerst geldig gepubliceerd in 1894 door Ashmead.